# Margit Althin
Margit Christina Althin, född 2 september 1906 i Södertälje, död 20 oktober 1988, var en svensk advokat.

## Biografi
Margit Althin avlade filosofie kandidatexamen vid Stockholms högskola 1931 och juris kandidatexamen vid Uppsala universitet 1938, och avslutade sin utbildning med tingstjänstgöring 1938–1939.
Sin yrkeskarriär började Althin som biträdande jurist vid Stockholms rättshjälpsanstalt 1939 och arbetade sedan hos advokat G. Wennerholm 1940. Åren 1940–1941 tjänstgjorde hon vid Kommerskollegium och var därefter i säkerhetstjänst 1941–1942. Från år 1943 bedrev hon egen advokatverksamhet.
Margit Althin var dotter till disponent Herman Bylin och hans hustru Andrea, född Landén. Hon gifte sig 1932 med Lennart Althin (1902–1936).
Margit Althin författade även två skrifter: licentiatavhandlingen The Sites of Ch’i Chia Ping and Lo Han Tang in Kansu, 1946, vilken presenterade resultatet av utgrävningar i Gansu, Kina, av Johan Gunnar Andersson, och Barnet i lagen, Rättsväsendet i Kina (art 84), samt skrifter från FN om miljövårdsproblem.

## Uppdrag
Althin hade bredvid sin juridiska verksamhet en lång rad uppdrag inom föreningslivet, bland annat:
- Förste vice president och sekreterare i International Federation of Women Lawyers 1956–1964
- hedersledamot och revisor i Svenska sällskapet för antropologi och geografi (SSAG) från 1965
- ordförande i Svenska Orientsällskapet 1962–1985, hedersordförande 1986
- styrelseledamot i Svensk-grekiska sällskapet (en av grundarna 1941), hedersledamot från 1985
- ordförande i Sweden Pakistan Friendship Society
- styrelseledamot i Svensk-tunisiska vänskapsföreningen (ordförande 1978–1981)
- vald ledamot i Svenska forskningsinstitutet i Istanbul
- hedersledamot i Jenny Lind-sällskapet (en av grundarna)
- styrelseledamot i Lyceumklubben i Stockholm 1947–1950, vice ordförande 1950–1974
- ordförande i Internationella Klubben i Stockholm 1970–1975
- ordförande i Svenska Kvinnors Nationalförbund 1972–1981

## Utmärkelser och ledamotskap
- Kommendör av Kungliga grekiska orden Ipia
- Riddare av Vasaorden
- Kommendör av S:t Lazarusorden